# Людвікув (Опольський повіт)
Людвікув (пол. Ludwików) — село в Польщі, у гміні Ополе-Любельське Опольського повіту Люблінського воєводства.
Населення — 178 осіб (2011).
У 1975-1998 роках село належало до Люблінського воєводства.

## Демографія
Демографічна структура станом на 31 березня 2011 року:
|          | Загалом | Допрацездатний вік | Працездатний вік | Постпрацездатний вік |
| -------- | ------- | ------------------ | ---------------- | -------------------- |
| Чоловіки | 93      | 34                 | 48               | 11                   |
| Жінки    | 85      | 17                 | 46               | 22                   |
| Разом    | 178     | 51                 | 94               | 33                   |